# Elporia capra
Elporia capra är en tvåvingeart som beskrevs av Barnard 1947. Elporia capra ingår i släktet Elporia och familjen Blephariceridae. Inga underarter finns listade i Catalogue of Life.